# Sphecodes olivieri
Sphecodes olivieri är en biart som beskrevs av Amédée Louis Michel Lepeletier 1825. Sphecodes olivieri ingår i släktet blodbin, och familjen vägbin. Inga underarter finns listade i Catalogue of Life.